# Hersiliidae
Hersiliidae Thorell, 1870 è una famiglia di ragni appartenente all'infraordine Araneomorphae.

## Etimologia
Probabilmente deriva dal nome personale latino Hersilia, che significa figlia del sole o, secondo altre fonti, rugiada, ed il suffisso -idae, che designa l'appartenenza ad una famiglia.

## Caratteristiche
Gli appartenenti a questa famiglia sono anche detti ragni del tronco dell'albero (in inglese tree trunk spiders) in quanto si mimetizzano molto bene sulle cortecce dei tronchi di colori variegati. Hanno due filiere molto prominenti che sono grandi praticamente quanto l'intero addome, infatti ne sporgono parecchio dando l'impressione di possedere una doppia coda. Le dimensioni variano da 10 millimetri a 18 millimetri.

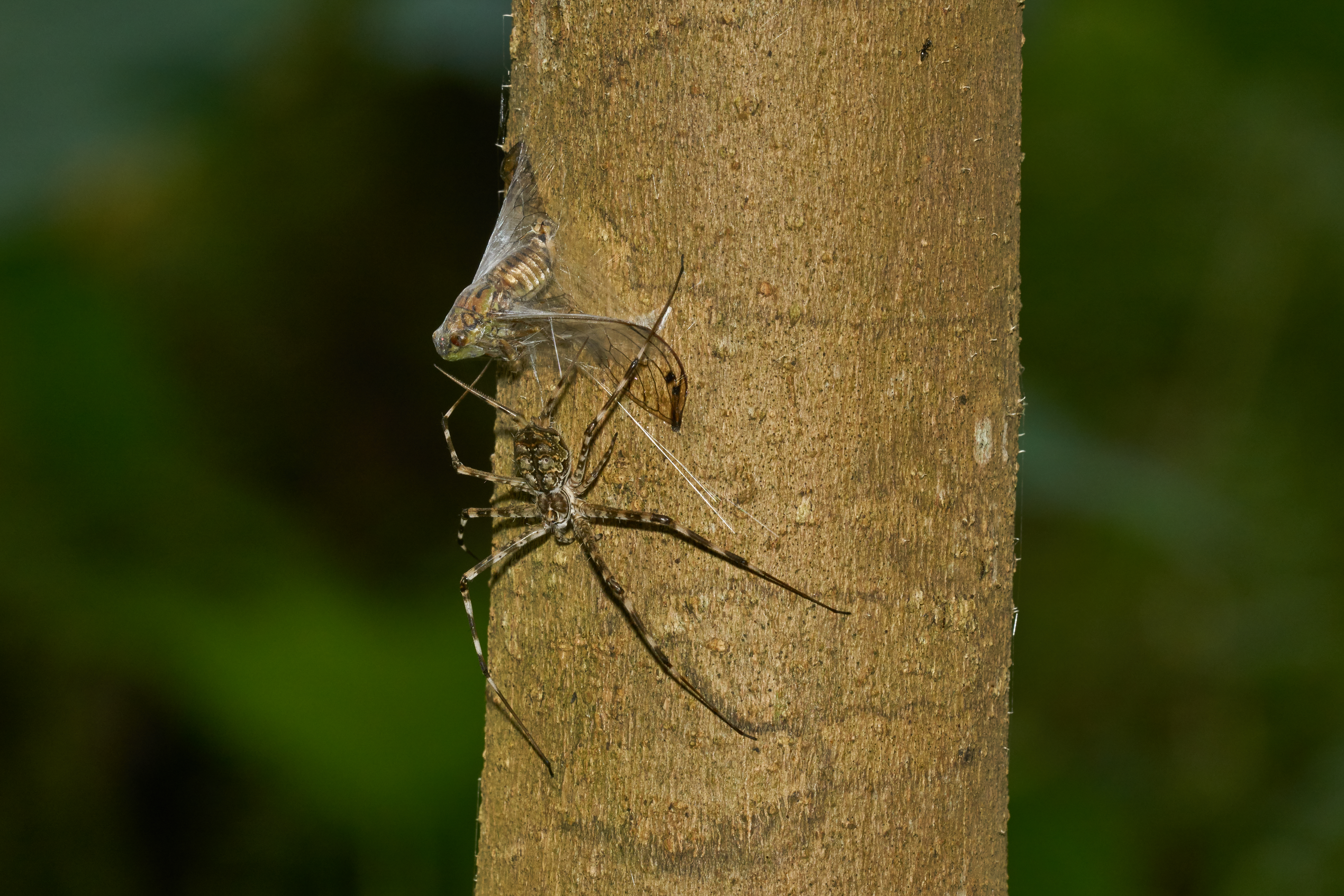
Un ragno della familia Hersiliidae mentre cattura un insetto della famiglia dei Cicadidi. Questa famiglia di ragni invece di tessere una tela si mimetizza sul tronco degli alberi e usa un sottile strato di fili come sistema di allarme per avvisarlo delle possibili prede

## Comportamento
Hanno un modo particolare per catturare le prede; infatti non costruiscono una ragnatela affinché vi vadano a finire dentro, ma ricoprono leggermente con fili della loro seta una vasta porzione della corteccia di un albero.
Una volta che un insetto capita nei pressi di questi fili il ragno si avvicina e, con le filiere gli getta la seta addosso e lo avvolge sempre di più quasi imbozzolandolo; infine, quando ormai l'insetto è impossibilitato a muoversi, attraverso questo bozzolo lo morde e poi lo sugge.

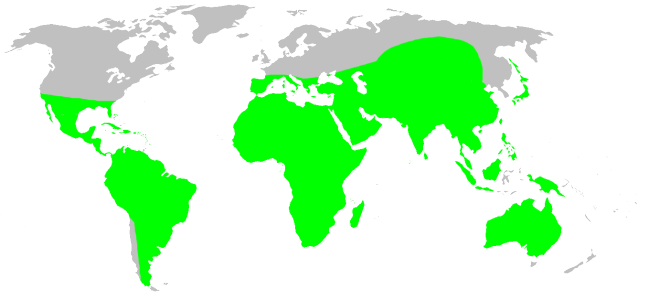
Hersiliidae - distribuzione

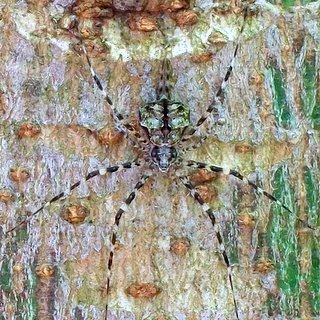
Tamopsis novaehollandiae su ibisco

## Distribuzione
Sono ragni soprattutto tropicali e subtropicali, a diffusione pressoché cosmopolita.

## Tassonomia
Attualmente, a novembre 2020, si compone di 16 generi e 182 specie:
- Bastanius Mirshamsi, Zamani & Marusik, 2016 - Iran
- Deltshevia Marusik & Fet, 2009 - Kazakistan, Turkmenistan, Uzbekistan
- Duninia Marusik & Fet, 2009 - Turkmenistan, Iran
- Hersilia Audouin, 1826 - Africa, Australasia
- Hersiliola Thorell, 1870 - dal Mediterraneo all'Asia centrale, Nigeria
- Iviraiva Rheims & Brescovit, 2004 - Sudamerica
- Murricia Simon, 1882 - Asia meridionale
- Neotama Baehr & Baehr, 1993 - America, Sudafrica, India
- Ovtsharenkoia Marusik & Fet, 2009 - Asia centrale
- Prima Foord, 2008 - Madagascar
- Promurricia Baehr & Baehr, 1993 - Sri Lanka
- Tama Simon, 1882 - Spagna, Portogallo, Algeria
- Tamopsis Baehr & Baehr, 1987 - Australia, Borneo
- Tyrotama Foord & Dippenaar-Schoeman, 2005 - Africa
- Yabisi Rheims & Brescovit, 2004 - USA, Caraibi
- Ypypuera Rheims & Brescovit, 2004 - Sudamerica